# Division Enquêtes Criminelles
The Bill
Division Enquêtes Criminelles (Murder Investigation Team) est une série télévisée policière britannique en douze épisodes de 60 à 90 minutes diffusée entre le 3 mai 2003 et le 1er août 2005 sur ITV.
En France, la série est diffusée depuis le 4 juillet 2005 sur TPS Star. Elle reste inédite dans les autres pays francophones. C'est un spin-off de la série The Bill.

## Distribution

### Acteurs principaux
- Lindsey Coulson (en) : Sergent Rosie MacManus
- Michael McKell (en) : Sergent puis Inspecteur principal Trevor Hands
- Samantha Spiro : Inspectrice principale Vivien Friend (saison 1)
- Diane Parish (en) : Agent de police Eva Sharpe (saison 2)

## Épisodes

### Première saison (2003)
1. Cibles mouvantes (Moving Targets)
2. Affaires de familles (Daddy's Little Girl)
3. Sans cœur (Rubbish)
4. L'ABC du meurtre (Reading, Writing and Gangbanging)
5. L'Hygiène de l'assassin (Red Heads)
6. Le Sacrifice des agneaux (Lambs to the Slaughter)
7. La Belle et la bête (Models and Millionaires)
8. Suivi à la trace (The Bigger the Lie)

### Seconde saison (2005)
1. Le Chat et la souris (Phone Tag)
2. Le Secret médical (Vipers' Nest)
3. Des fleurs pour Judas (Professional)
4. Mise en scène (Sexual Tension)